# Мустајбашићи
Мустајбашићи су насељено мјесто у Босни и Херцеговини у општини Завидовићи које административно припада Федерацији Босне и Херцеговине. Према попису становништва из 1991. у насељу је живјело 1.442 становника.

## Становништво
| Националност       | 1991.          | 1981.          | 1971.        |
| Муслимани          | 1.439 (99,79%) | 1.182 (98,99%) | 951 (99,06%) |
| Хрвати             | 2 (0,13%)      | 0              | 1 (0,10%)    |
| Срби               | 0              | 0              | 0            |
| Југословени        | 0              | 11 (0,92%)     | 1 (0,10%)    |
| остали и непознато | 1 (0,06%)      | 1 (0,08%)      | 7 (0,72%)    |
| Укупно             | 1.442          | 1.194          | 960          |